# Bethesda Game Studios
Bethesda Game Studios è uno sviluppatore di videogiochi statunitense e uno studio di ZeniMax Media con sede a Rockville, nel Maryland. È nota soprattutto per i suoi franchise di giochi di ruolo d'azione, tra cui The Elder Scrolls, Fallout e Starfield. Bethesda Game Studios è stata fondata nel 2001 come unità di sviluppo di Bethesda Softworks, separandosi dalle attività di pubblicazione. Todd Howard è il produttore esecutivo dello studio, alla guida dello stesso insieme al direttore generale Ashley Cheng e alla direttrice dello studio Angela Browder. A novembre 2023, Bethesda Game Studios contava 450 dipendenti.

## Storia
Bethesda Game Studios è stata fondata nel 2001. In precedenza, Bethesda Softworks, all'epoca sia sviluppatrice che casa editrice, era stata riorganizzata come sussidiaria di ZeniMax Media. Robert A. Altman di ZeniMax cercò di far crescere l'unità di sviluppo, che fu scorporata da Bethesda Softworks come Bethesda Game Studios, iniziando con circa 40 persone.
Nel 2008, Bethesda Game Studios era considerato uno degli sviluppatori più importanti del settore grazie alla reputazione dell'universo fantasy The Elder Scrolls e al pluripremiato Fallout 3. Bethesda si era creata un ruolo unico, “passando anni a creare enormi giochi di ruolo open-world per giocatore singolo, un genere che difficilmente è in forte espansione nel settore in generale, con grande successo, portando un genere PC un tempo di nicchia a un vasto pubblico multipiattaforma”, ha scritto Gamasutra nella sua lista dei migliori titoli di fine anno.
Nel dicembre 2015, Bethesda Game Studios ha aperto uno studio satellite a Montréal sotto la guida di Yves Lachance, l'ex capo di Behaviour Interactive. Nel 2018, due studi di proprietà di ZeniMax sono diventati parte di Bethesda Game Studios: BattleCry Studios è stato rinominato Bethesda Game Studios Austin a marzo, mentre Escalation Studios è diventato Bethesda Game Studios Dallas ad agosto. Microsoft ha acquisito ZeniMax nel marzo 2021.

### Sindacati
Tutti e quattro gli studi di Bethesda Game Studios hanno una rappresentanza sindacale presso la Communications Workers of America, che rappresenta tutti i dipendenti sia negli Stati Uniti che in Canada. Si tratta dei primi sindacati "wall to wall" all'interno di un'unità negoziale di Microsoft.
Il 20 luglio 2024, 241 dipendenti statunitensi si sono sindacalizzati come "OneBGS". L'unità negoziale comprende i dipendenti di tre studi ad Austin, Dallas, Texas e Rockville, Maryland. L'unità comprende artisti, sviluppatori e ingegneri; a differenza della sua società madre ZeniMax, che rappresenta esclusivamente i tester QA. Lo studio di Montréal di Bethesda Game Studios è stato certificato il 13 agosto 2024 con il supporto di Communications Workers of America Canada.

## Studi satellitari

### Bethesda Game Studios Austin
ZeniMax Media ha annunciato l'apertura di BattleCry Studios ad Austin, Texas, il 3 ottobre 2012, con Rich Vogel come presidente. Lo studio ha iniziato immediatamente ad assumere sviluppatori con esperienza in microtransazioni e giochi free-to-play, arrivando a circa 35 dipendenti entro novembre 2013. Ha annunciato il suo primo progetto, il gioco di combattimento multigiocatore BattleCry, nel maggio 2014. Tuttavia, lo studio licenziò una parte significativa del suo staff nel settembre 2015, seguito dalla cancellazione di BattleCry nell'ottobre dello stesso anno per concentrarsi su altri progetti. Tra questi progetti, lo studio è stato incaricato di modificare il Creation Engine di Bethesda Game Studios aggiungere il supporto al multigiocatore in Fallout 76, collaborando con lo studio gemello id Software e riutilizzando parte del netcode di Quake. Successivamente, BattleCry Studios ha supportato Bethesda Game Studios nello sviluppo del gioco e, nell'agosto 2016, ha sostituito Certain Affinity nell'assistenza a id Software per la realizzazione delle componenti multiplayer di Doom. Vogel lasciò BattleCry Studios nel settembre 2017 per unirsi a Certain Affinity. Nel marzo 2018, BattleCry Studios, ora sotto la direzione dello studio Doug Mellencamp, è stato integrato in Bethesda Game Studios e rinominato Bethesda Game Studios Austin.

### Bethesda Game Studios di Dallas
Tom Mustaine, Marc Tardif e Shawn Green hanno fondato gli Escalation Studios nel 2007. Mustaine aveva precedentemente co-fondato la Ritual Entertainment, mentre Tardif era stato produttore esecutivo e vicepresidente senior dello sviluppo aziendale presso Gearbox Software.  Nel gennaio 2012, la società di social gaming 6waves Lolapps (6L) ha annunciato l'acquisizione dello studio a condizioni non divulgate. Mustaine e Tardif diventarono i direttori del design di Escalation Studios, mentre Green entrò a far parte di 6L come direttore dell'ingegneria. All'epoca, Escalation aveva circa 30 dipendenti. Tuttavia, nel marzo 2012, la 6L annunciò che avrebbe licenziato tutto il suo personale di sviluppo, mantenendo Escalation Studios attivo "in qualche modo". Lo studio si è separato dalla 6L nel maggio 2012. ZeniMax Media l'ha poi acquisita il 1º febbraio 2017. Nell'agosto 2018, è stata integrata con Bethesda Game Studios e rinominata Bethesda Game Studios Dallas.  Iniziò subito ad assistere lo studio su Starfield.

### Bethesda Game Studios di Montréal
Bethesda Game Studios ha annunciato l'apertura di un ufficio a Montréal, Canada, il 9 dicembre 2015. Al momento dell'annuncio, lo studio contava 40 sviluppatori ed era guidato dal direttore Yves Lachance. Bethesda Game Studios aveva già lavorato con Lachance su diversi progetti mentre era alla Behaviour Interactive, tra cui Fallout Shelter, che Bethesda Game Studios Montréal ha immediatamente rilevato. Nel giugno 2024, gli sviluppatori dello studio hanno annunciato l'intenzione di sindacalizzarsi con il supporto della sezione canadese dei Communications Workers of America. Lachance lasciò lo studio a luglio per dirigere la WB Games Montréal.

## Giochi sviluppati
Bethesda Game Studios è impegnata principalmente nello sviluppo di videogiochi di ruolo con le serie The Elder Scrolls e Fallout per console e PC, la maggior parte dei quali ha riscosso successo sia commerciale che di critica.
Nel 2015, lo studio ha debuttato nel mercato mobile con Fallout Shelter, titolo basato sullo stesso franchise, che ha superato i 50 milioni di giocatori entro la metà del 2016. Nel febbraio 2017, Howard ha dichiarato che, in seguito al successo di Fallout Shelter, stavano sviluppando un nuovo titolo per dispositivi mobili. Nel 2018 è stato rivelato che il gioco in sviluppo era The Elder Scrolls: Blades.
Nel 2016, Howard ha confermato che, sebbene The Elder Scrolls VI fosse ancora in fase di sviluppo, il suo rilascio era ancora lontano. Nel frattempo, erano in fase di sviluppo altri due progetti significativi, che dovevano essere pubblicati prima di The Elder Scrolls VI. Il 30 maggio 2018 è stato annunciato Fallout 76. Il 10 giugno 2018, durante la conferenza E3 2018 di Bethesda, è stato rivelato che l'altro progetto in sviluppo era Starfield, la prima nuova proprietà intellettuale dello studio in 25 anni. Durante l'Xbox/Bethesda Games Showcase del 2021, è stato annunciato che Starfield sarebbe uscito in esclusiva per PC e Xbox Series X/S. Starfield è stato rilasciato il 6 settembre 2023. Il 14 giugno 2022, Howard ha confermato che Fallout 5 avrebbe iniziato lo sviluppo dopo il completamento di The Elder Scrolls VI, con quest'ultimo ancora nella fase di pre-produzione.
| Anno | Titolo                                        | Piattaforma                                                                                                |  |
| ---- | --------------------------------------------- | --- |  |
| 2002 | The Elder Scrolls III: Morrowind              | Xbox, Windows                                                                                              |  |
| 2004 | IHRA Professional Drag Racing 2005            | PlayStation 2, Xbox                                                                                        |  |
| 2006 | IHRA Drag Racing: Sportsman Edition           | PlayStation 2, Xbox, Windows                                                                               |  |
| 2006 | The Elder Scrolls IV: Oblivion                | PlayStation 3, Xbox 360, Windows                                                                           |  |
| 2008 | Fallout 3                                     | PlayStation 3, Xbox 360, Windows                                                                           |  |
| 2011 | The Elder Scrolls V: Skyrim                   | PlayStation 3, PlayStation 4, PlayStation 5, Xbox 360, Xbox One, Xbox Series X/S, Nintendo Switch, Windows |  |
| 2015 | Fallout Shelter                               | PlayStation 4, Xbox One, Nintendo Switch, Windows, Android, iOS                                            |  |
| 2015 | Fallout 4                                     | PlayStation 4, PlayStation 5, Xbox One, Xbox Series X/S, Windows                                           |  |
| 2016 | The Elder Scrolls V: Skyrim – Special Edition | PlayStation 4, PlayStation 5, Xbox One, Xbox Series X/S, Nintendo Switch, Windows                          |  |
| 2017 | The Elder Scrolls V: Skyrim VR                | PlayStation 4, Windows                                                                                     |  |
| 2017 | Fallout 4 VR                                  | Windows |  |
| 2018 | Fallout 76                                    | PlayStation 4, Xbox One, Windows                                                                           |  |
| 2020 | The Elder Scrolls: Blades                     | Nintendo Switch, Android, iOS                                                                              |  |
| 2023 | The Elder Scrolls: Castles                    | Android |  |
| 2023 | Starfield                                     | Xbox Series X/S, Windows                                                                                   |  |
| 2025 | The Elder Scrolls IV: Oblivion Remastered     | PC, PS5 e Xbox Series X\|S                                                                                 |  |

### Espansioni
| Anno | Titolo                | Videogioco                       | Piattaforma                      |
| ---- | --------------------- | -------------------------------- | -------------------------------- |
| 2002 | Tribunal              | The Elder Scrolls III: Morrowind | Xbox, Windows                    |
| 2003 | Bloodmoon             | The Elder Scrolls III: Morrowind | Xbox, Windows                    |
| 2006 | Knights of the Nine   | The Elder Scrolls IV: Oblivion   | PlayStation 3, Xbox 360, Windows |
| 2007 | Shivering Isles       | The Elder Scrolls IV: Oblivion   | PlayStation 3, Xbox 360, Windows |
| 2009 | Operation: Anchorage  | Fallout 3                        | PlayStation 3, Xbox 360, Windows |
| 2009 | The Pitt              | Fallout 3                        | PlayStation 3, Xbox 360, Windows |
| 2009 | Broken Steel          | Fallout 3                        | PlayStation 3, Xbox 360, Windows |
| 2009 | Point Lookout         | Fallout 3                        | PlayStation 3, Xbox 360, Windows |
| 2009 | Mothership Zeta       | Fallout 3                        | PlayStation 3, Xbox 360, Windows |
| 2012 | Dawnguard             | The Elder Scrolls V: Skyrim      | PlayStation 3, Xbox 360, Windows |
| 2012 | Hearthfire            | The Elder Scrolls V: Skyrim      | PlayStation 3, Xbox 360, Windows |
| 2012 | Dragonborn            | The Elder Scrolls V: Skyrim      | PlayStation 3, Xbox 360, Windows |
| 2016 | Automatron            | Fallout 4                        | PlayStation 4, Xbox One, Windows |
| 2016 | Wasteland Workshop    | Fallout 4                        | PlayStation 4, Xbox One, Windows |
| 2016 | Far Harbor            | Fallout 4                        | PlayStation 4, Xbox One, Windows |
| 2016 | Contraptions Workshop | Fallout 4                        | PlayStation 4, Xbox One, Windows |
| 2016 | Vault-Tec Workshop    | Fallout 4                        | PlayStation 4, Xbox One, Windows |
| 2016 | Nuka-World            | Fallout 4                        | PlayStation 4, Xbox One, Windows |
| 2020 | The Pitt              | Fallout 76                       | PlayStation 4, Xbox One, Windows |
| 2020 | Steel Reign           | Fallout 76                       | PlayStation 4, Xbox One, Windows |
| 2020 | Steel Dawn            | Fallout 76                       | PlayStation 4, Xbox One, Windows |
| 2020 | Wastelanders          | Fallout 76                       | PlayStation 4, Xbox One, Windows |
| 2024 | Shattered Space       | Starfield                        | Xbox Series X/S, Windows         |

## Premi
- Il meglio del 2008 secondo Gamasutra — I cinque migliori sviluppatori[4]
- Spike Video Game Awards 2011 — Studio dell'anno[50]
- 2015 The Game Awards — Sviluppatore dell'anno (nominato)[51]